# 印尼鱗頭鰍
印尼鱗頭鰍為輻鰭魚綱鯉形目鰍科的其中一種，為熱帶淡水魚，分布於亞洲印尼卡普阿斯河流域，體長可達7.5公分，棲息在底層水域，生活習性不明。

## 扩展阅读
維基物種上的相關：印尼鱗頭鰍